# Carel van Woelderen
Carel van Woelderen fue un deportista neerlandés que compitió en remo como timonel. Ganó una medalla de oro en el Campeonato Europeo de Remo de 1932, en la prueba de dos con timonel.

## Palmarés internacional
| Campeonato Europeo | Campeonato Europeo    | Campeonato Europeo | Campeonato Europeo |
| Año                | Lugar                 | Medalla            | Prueba             |
| ------------------ | --------------------- | ------------------ | ------------------ |
| 1932               | Belgrado (Yugoslavia) | Medalla de oro     | Dos con timonel    |